# Ormyrus bicolor
Ormyrus bicolor är en stekelart som beskrevs av Zerova 2006. Ormyrus bicolor ingår i släktet Ormyrus och familjen kägelglanssteklar. Inga underarter finns listade i Catalogue of Life.